# Autozugverkehr Niebüll–Westerland

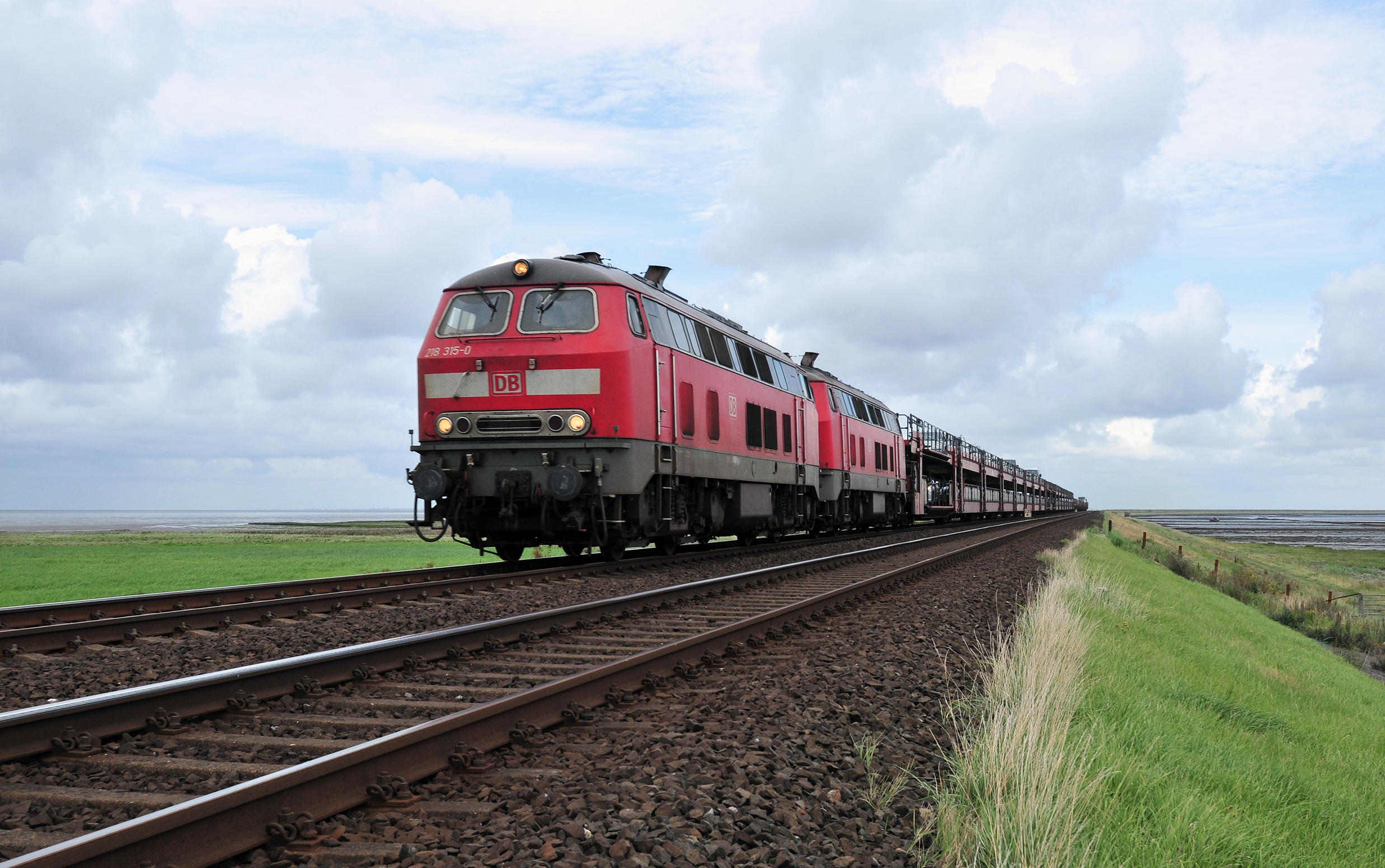
DB Sylt Shuttle Richtung Westerland am Ende des Hindenburgdammes in Morsum/Sylt

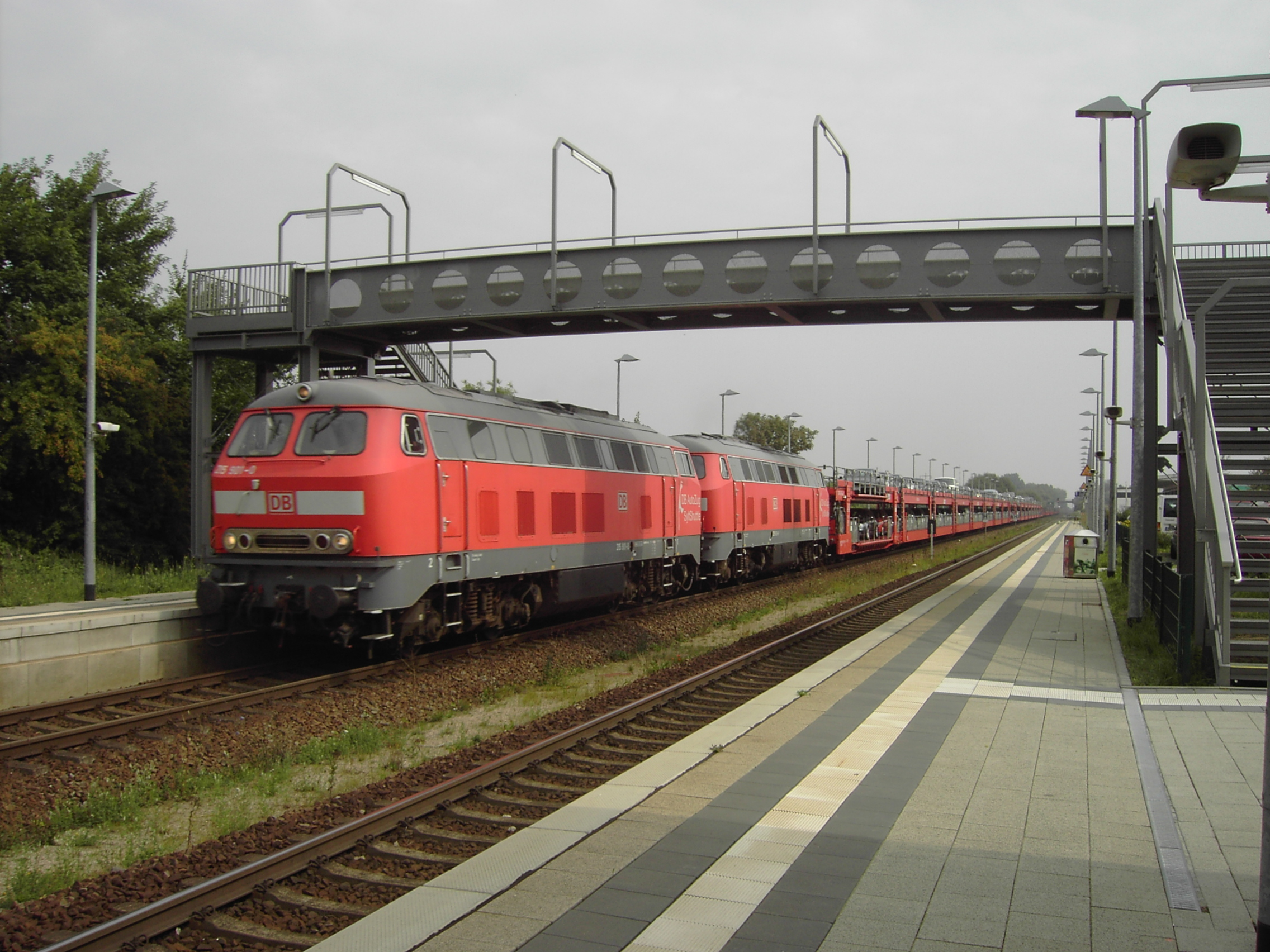
Ein DB Sylt Shuttle durchfährt den Bahnhof Morsum

Der Autozugverkehr Niebüll–Westerland ist ein Autotransportzugangebot im Kreis Nordfriesland in Schleswig-Holstein. Die Züge verkehren zwischen Niebüll und Westerland auf der Insel Sylt über den Hindenburgdamm. Anders als beim Autoreisezug wird nur eine kurze Entfernung von 39 Kilometern zurückgelegt. Die Fahrt mit dem Autozug ist der einzige Weg, um mit Kraftfahrzeugen vom deutschen Festland aus direkt nach Sylt zu gelangen.
Betreiber sind die DB Fernverkehr AG unter der Marke „Sylt Shuttle“ sowie die Railroad Development Corporation, die am 18. Oktober 2016 mit ihrer Tochter RDC Deutschland unter der Marke „Autozug Sylt“ als zweiter Autotransportanbieter den regulären Betrieb aufnahm.

## Anlagen und Fahrzeuge

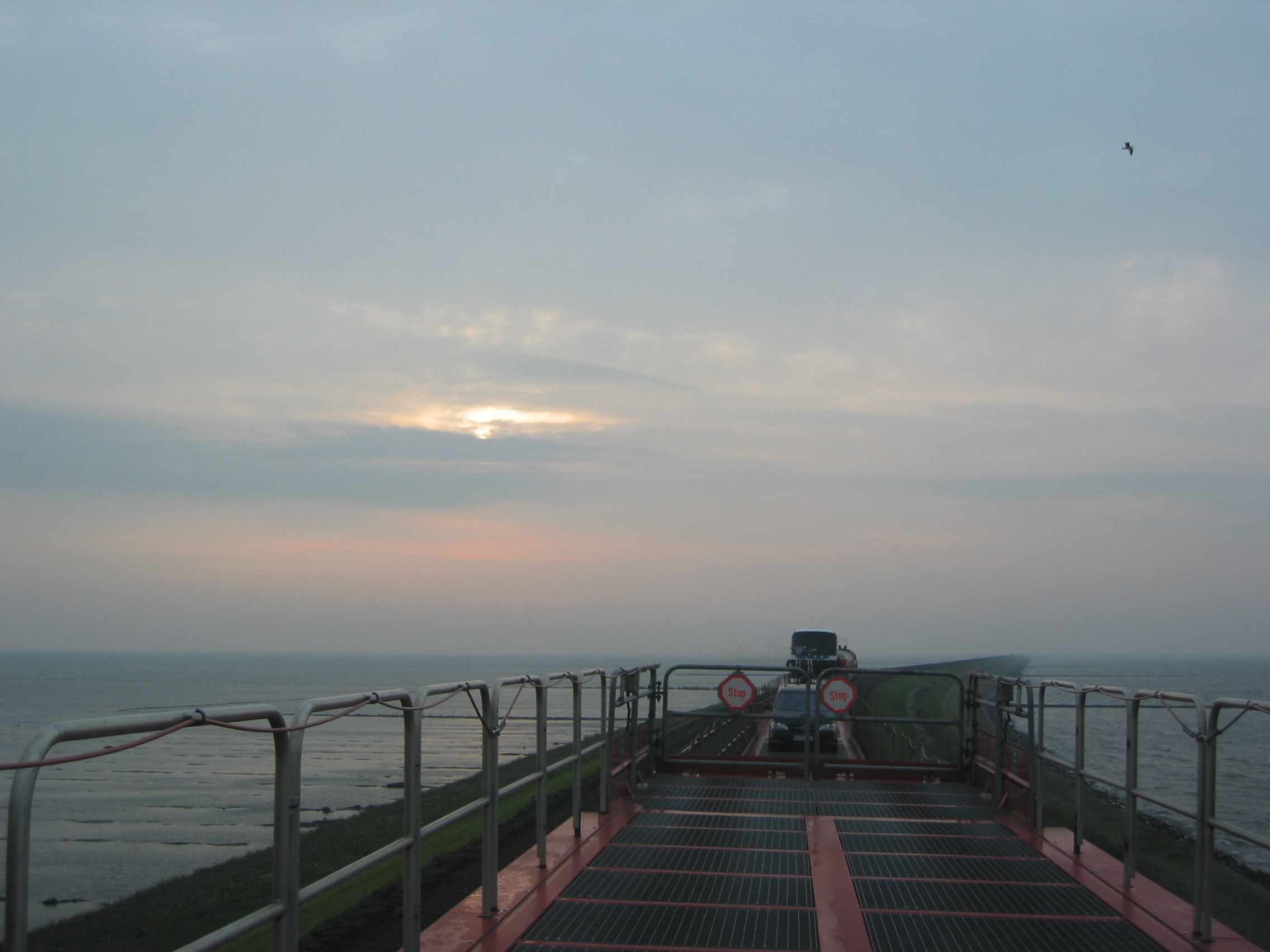
Ein Blick über den Autozug während der Fahrt

Logo „Sylt Shuttle“

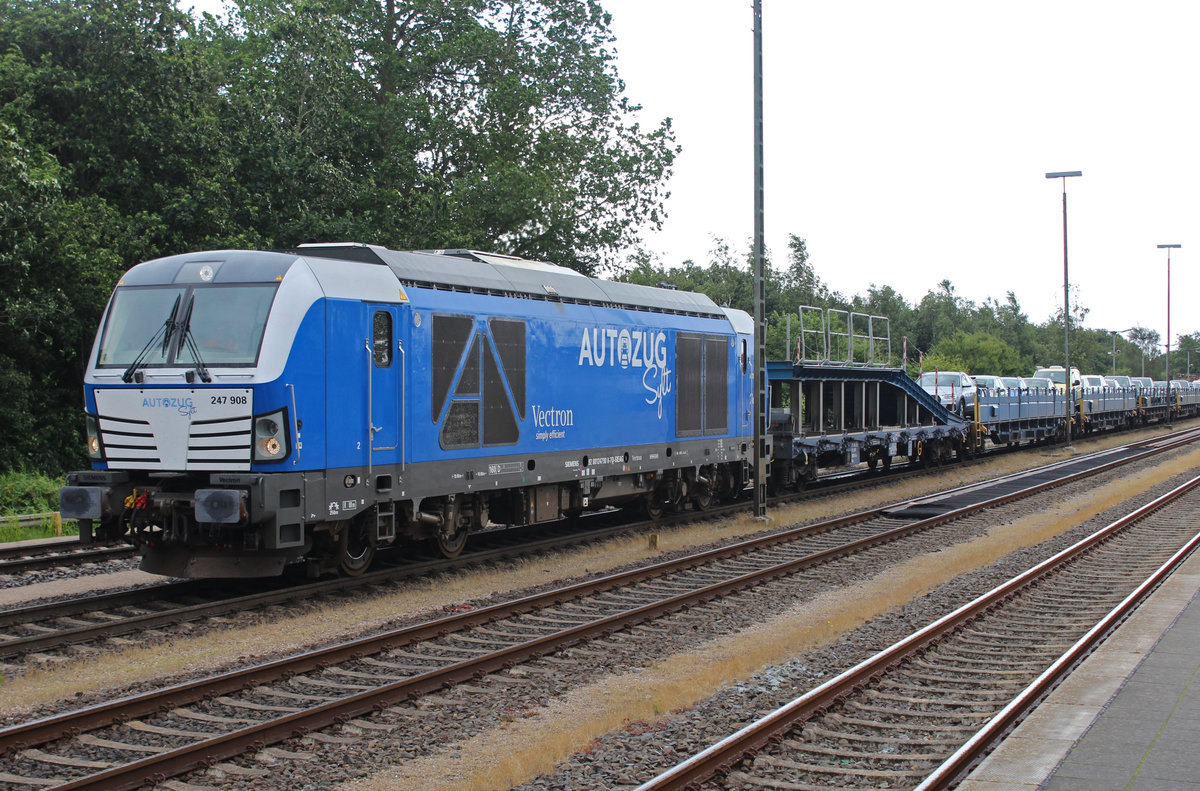
Die Siemens Vectron 247 908 steht am 7. Juli 2020 im DB-Bahnhof Niebüll abfahrbereit.

Da es regulär keine öffentlich zugängliche Straßenverbindung vom Festland zur Insel Sylt gibt, befördern Shuttle-Züge die Fahrzeuge auf dem letzten Abschnitt der Marschbahn von Niebüll über den Hindenburgdamm nach Westerland. Diese Strecke ist 39 Kilometer lang und auf zwei langen Streckenabschnitten (Festland: Niebüll–Lehnshallig–Klanxbüll und Sylt: Morsum–Keitum–Tinnum) lediglich eingleisig ausgebaut. Begegnungsverkehr ist nur im Bereich der beiden in der Mitte genannten Bahnhofsanlagen möglich. Die Fahrzeit beträgt, inklusive Be- und Entladung, ungefähr 45 Minuten.
Eine Alternative zum Transportangebot per Bahn ist die Fährverbindung zwischen List auf Sylt und Havneby mit der Rømø-Sylt-Linie.

### Sylt Shuttle
Verladen werden die Fahrzeuge auf eigens dafür konstruierten Autotransportwagen (so genannte „Westerland-Einheiten“). PKW dürfen unten bis 1,65 m Höhe, oben bis 2,70 m aufweisen. Während für den PKW-Transport Doppelstockwagen eingesetzt werden, werden LKW, Busse sowie PKW mit Dachaufbauten und einer Gesamthöhe über 2,70 m auf Flachwagen verladen. Die maximale Höhe über alles beträgt 4,05 m. Während der Überfahrt bleiben die Fahrer und Insassen in den Fahrzeugen sitzen.
Für den Transport von Motorrädern und Motorradfahrern entstanden im Jahr 2001 im Ausbesserungswerk Neumünster fünf spezielle Motorradwagen des Typs Bomd 277. Diese Spezialwagen wurden aus ehemaligen Halbgepäckwagen der Bauart BDms 276 umgebaut und bieten Platz für 32 Sitzplatzreisende und acht Motorräder. Seit dem Fahrplan 2016 werden die Motorradwagen nicht mehr eingesetzt. Stattdessen werden Motorräder auf den Flachwagen transportiert, während die Fahrer in einem mitgeführten Fahrzeug (Mercedes-Benz Sprinter) befördert werden.
In der Regel wurden die Autozüge von Lokomotiven der DB-Baureihe 218 gezogen, oft wegen starker Winde und des hohen Luftwiderstandes der Autozugwagen mit zwei Maschinen. Zwischen 2003 und 2008 wurden auch Lokomotiven der Baureihe 215.9 eingesetzt. Diese Baureihe entstand 2003 und 2004 im Ausbesserungswerk Bremen-Sebaldsbrück durch Umbauten aus der BR 215. Die Doppeltraktionen der Loks der Baureihe 218 werden seit Ende 2015 durch neue Loks der Baureihe 245 abgelöst (245 021–027).
Der Betrieb unterhält seine Autotransportwagen, die „Westerland-Einheiten“ und Flachwagen sowie die Diesellokomotiven der Baureihen 218 und 245 in einer am Bahnhof Niebüll errichteten Werkstatt. Das ehemalige Unterhaltungswerk in Husum war an die Nord-Ostsee-Bahn übertragen worden.

### AUTOZUG Sylt

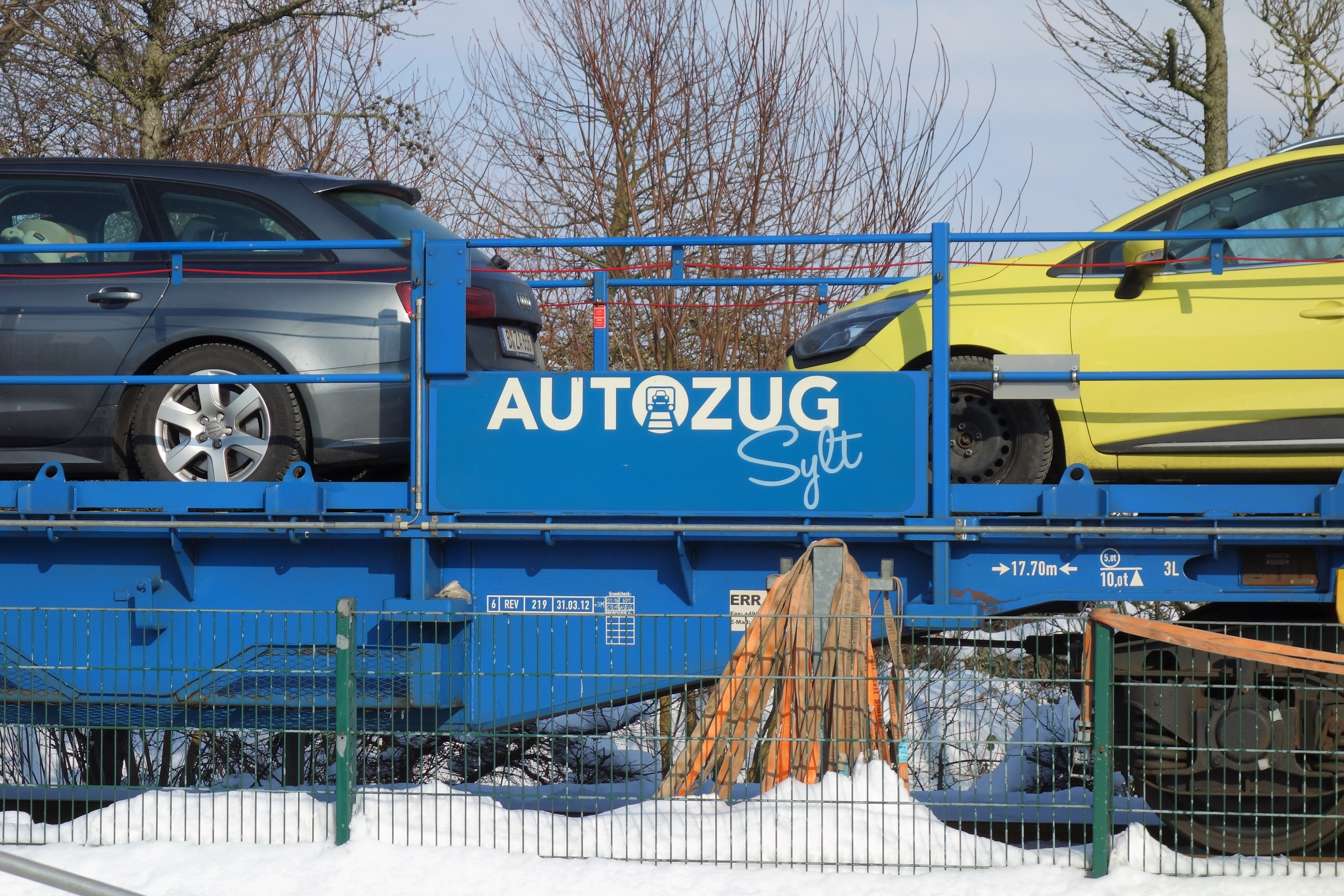
Autotransportwagen mit Logo „AUTOZUG Sylt“

Am 18. Oktober 2016 nahm RDC Deutschland zunächst mit einem eingeschränkten Angebot den regulären Betrieb zusätzlich zum Angebot der Deutschen Bahn auf. Die Betriebsaufnahme war ursprünglich für Dezember 2015 geplant. Eingesetzt werden zunächst Flachwagen der Bauarten Res und Sps. Ein neuartiger Rampenwagen ermöglicht die Beladung größerer PKW über die obere Laderampe.
Zum Zweck der Ausweitung des Transportbetriebes auf größere Fahrzeuge ab 23. Juli 2019 wurden vom Unternehmen RDC Autozug Sylt bei European Rail Rent zuvor 36 neue Transportwagen vom Typ Snps des bulgarischen Wagenherstellers Traktsia angemietet. Im September 2019 waren hiervon bereits 14 im Betriebseinsatz. Diese waren in der Werkstatt der Norddeutschen Eisenbahngesellschaft Niebüll vor Ort für den unternehmenseigenen Einsatz ausgerüstet worden. Seit Dezember 2017 werden die Autozüge von Lokomotiven des Typs Siemens Vectron DE gezogen. Im Januar 2022 wurde das einmillionste Fahrzeug seit Betriebsbeginn befördert.
Weiterhin bot die RDC Deutschland seit 4. Juli 2020 mit dem Passagiernachtzug „ALPEN-SYLT Nachtexpress“ einen Nachtzug von Westerland/Sylt via Hamburg, Frankfurt/M. und München nach Salzburg/Österreich an, der aufgrund seines großen Erfolges mit der Saison 2022 um Basel als weitere Destination erweitert wurde. Im Juli 2022 gab der Betreiber jedoch kurzfristig die vorläufige Einstellung des Alpen-Sylt-Nachtexpress bekannt, da der Betrieb insbesondere aufgrund enorm gestiegener Energiekosten wirtschaftlich nicht mehr zu bewerkstelligen wäre.

## Geschichte
Nach dem Zweiten Weltkrieg wurden Kraftfahrzeuge nach Sylt zunächst über Kopframpen, die ursprünglich der Viehverladung gedient hatten, auf Flachwagen verladen. Schon 1950 wurden 20.000 Fahrzeuge über den Hindenburgdamm befördert. 1958 fuhren bis zu zehn Autozüge täglich. Nun ergaben sich jährlich steigende Beförderungszahlen, so dass 1959 eine Ausweiche auf dem Damm gebaut werden musste, um auf der noch eingleisigen Verbindung Begegnungen zuzulassen. Im Jahr 1961 wurde das Kreuzungsgleis in Keitum ebenfalls auf seine heutige Länge von rund 630 m verlängert. Bald konnten die einstöckigen Züge den Ansturm nicht mehr fassen, und die Verladebahnhöfe in Niebüll und Westerland erhielten 1964 Doppelstockanlagen. Im Bw Husum wurden Doppelstockwagen Laaes 549 für die speziellen Verhältnisse des Hindenburgdamms umgerüstet, und 1968 entstanden neue Verladeanlagen für diese zweistöckigen Züge. 1970 wurden 261.000, 1980 schon 533.000 und 1986 sogar 641.000 Fahrzeuge befördert. 1972 wurden weitere Kreuzungsgleise bei Emmelsbüll und Morsum gebaut.
Eine neue Phase brachte in Niebüll eine neue Verladeanlage auf der Ostseite des Bahnhofs mit großem Stauraum und einer direkten Zufahrt von der Bundesstraße 5, die den Engpass am Bahnübergang in der Gather Landstraße vom Zufahrverkehr zur Autoverladung befreite. Weiterhin wurden jährlich, besonders zu Ostern, neue Rekorde in den Beförderungszahlen erreicht. Mit den „Westerland-Einheiten“ wurden 1989 neu gebaute Züge mit Laaeks 555-Wagen dazu beschafft. Ältere Wagen werden für Saisonverstärkungen immer noch unterhalten.
2003 scheiterten Pläne der Connex-Tochter Nord-Ostsee-Bahn, ebenfalls einen Shuttleverkehr einzurichten, nachdem DB Autozug keinen Zugang zu den Verladeterminals gewährt hatte. Die für den Verkehr vorgesehenen Flachwagen wurden zurückgegeben. Nachdem die DB auch für den Jahresfahrplan 2004 keine aus Sicht von Connex zumutbaren Trassen auf eine entsprechende Anmeldung zugeteilt habe, wandte sich Connex mit einer Beschwerde an das Eisenbahn-Bundesamt. Dieses untersagte der Deutschen Bahn im Oktober 2003, Großvaterrechte bei der Trassenkonstruktion auszuüben. Am 21. Juni 2005 bestätigte das Verwaltungsgericht Köln in vier Eilverfahren die Auffassung der Deutschen Bahn bezüglich der Großvaterrechte sowie der Bevorzugung regelmäßiger Verkehre, wie beispielsweise Taktverkehren.
Mitte Januar 2011 entschied das Oberverwaltungsgericht für das Land Nordrhein-Westfalen, dass DB Autozug Bedingungen veröffentlichen muss, unter denen andere Bahnunternehmen die Autoverladestationen mitnutzen können. Diese Auffassung hatten zuvor auch die Bundesnetzagentur und das Verwaltungsgericht Köln vertreten. In letzter Instanz hat das Bundesverwaltungsgericht dies am 8. Januar 2015 bestätigt.
Ende September 2013 wurde DB AutoZug aufgelöst und auf deren Muttergesellschaft DB Fernverkehr verschmolzen. Seitdem firmiert der Sylt-Shuttle unter „DB Fernverkehr AG – Inselverkehr Sylt“.
Am 6. Oktober 2014 bewarb sich die Railroad Development Corporation Deutschland (RDCD), ein Tochterunternehmen der US-Eisenbahngesellschaft RDC, für die Übernahme der Verbindung zum Fahrplanwechsel im Dezember 2015 mit fast 50 Prozent mehr Abfahrten. Aufgrund einer Entscheidung der Bundesnetzagentur wurden entgegen der ursprünglichen Absicht von RDC allerdings nur elf Fahrten in einem festen Rahmenvertrag vergeben. Diesen gewann RDC Deutschland für den Zeitraum von Dezember 2015 bis Dezember 2025. Weitere Rahmenverträge wurden der DB Fernverkehr für den Intercity (6) und der nah.sh für den SPNV zugeschieden. Die übrigen Autozugtrassen werden jährlich neu vergeben.
DB InfraGO sprach RDC Deutschland gegenüber dem Rahmenvertrag fünf weitere Trassen zu, rund 70 gingen an DB Fernverkehr. Demzufolge sollte es ab März 2016 zwei Betreiber geben, das Fahrtenangebot hätte sich nahezu verdoppelt.

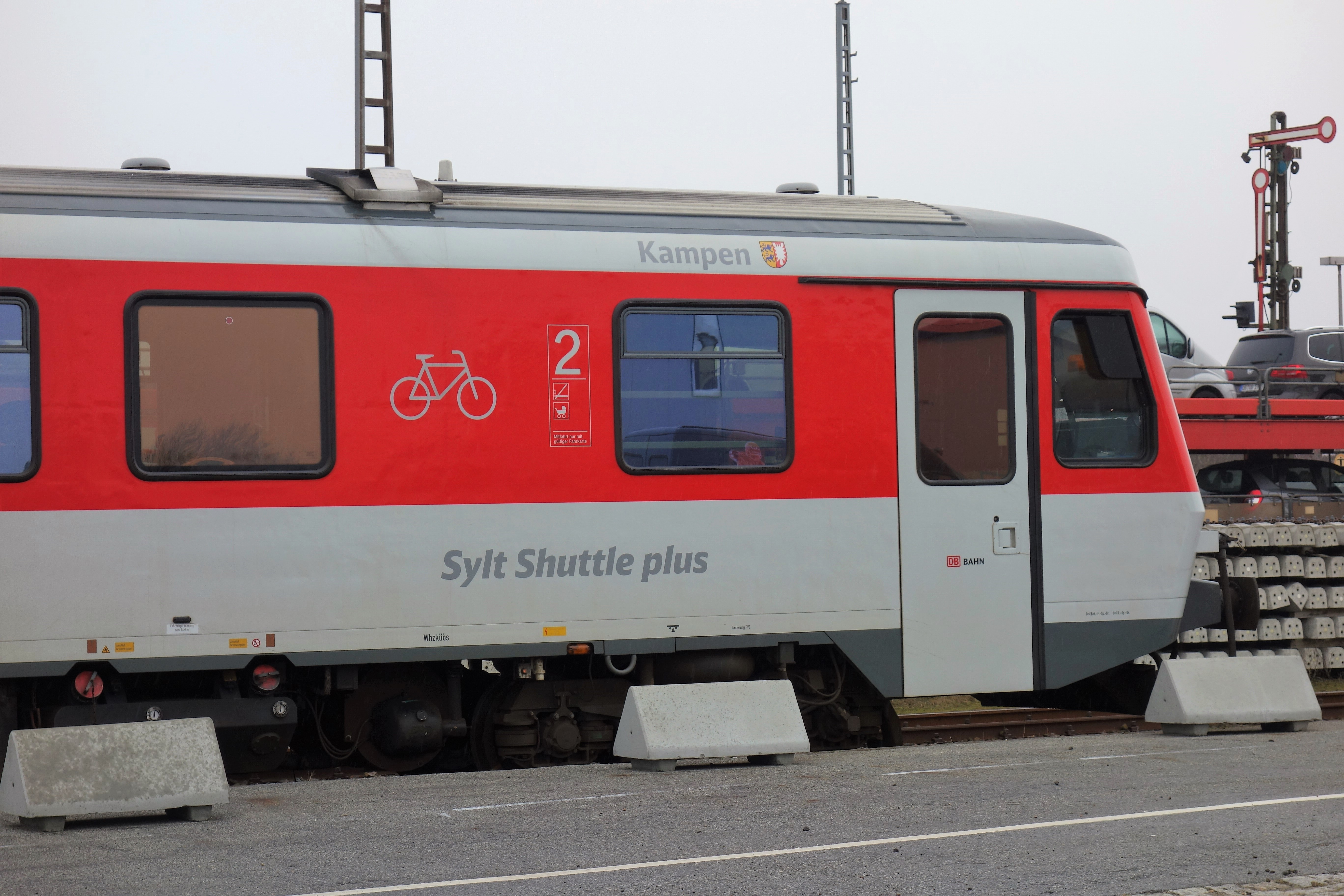
Dieseltriebwagen Kampen des „Sylt Shuttle plus“

Da nach vergaberechtlichen Kriterien Trassen mit längeren Strecken und demzufolge höheren Entgelten zu bevorzugen sind, meldete die DB Fernverkehr für den Jahresfahrplan 2016 vom bisherigen Endpunkt Niebüll bis nach Bredstedt und in Tagesrandlage bis Hamburg-Altona verlängerte Trassen an. Das Betriebskonzept des, als „Sylt Shuttle plus“ (SSP) vermarkteten, Angebots beinhaltete fortan, einen Dieseltriebwagen der Baureihe 628 an das hintere Ende des Autozuges zu kuppeln. Der Autozug endete dabei weiterhin in Niebüll, während der Triebwagen bis Bredstedt und einmal täglich bis Hamburg-Altona (als Überführungsfahrt zum Bahnbetriebswerk Hamburg-Eidelstedt) verlängert wurde. Der „Sylt Shuttle plus“ war wegen seines äußerst bescheidenen Fahrgastaufkommens auch Thema in der Satiresendung extra 3. Weiterhin wurde die Zuglänge bemängelt, weswegen der Zug in Westerland abgekuppelt und anschließend erneut in den Bahnhof einfahren musste, und die Fahrtdauer von 58 Minuten gegenüber den meist 34 Minuten anderer Züge auf der Fahrt von Niebüll nach Westerland. Nach Angaben der Deutschen Bahn nutzten pro Fahrt durchschnittlich eineinhalb Fahrgäste diese Verbindung. Der SSP war als Zuggattung Schnellzug (D), und damit als Fernverkehrszug, klassifiziert. Daher galten die Fahrpreise von DB Fernverkehr, Fahrkarten des Schleswig-Holstein-Tarifs wie auch das Deutschlandticket wurden nicht anerkannt. Durch das zusätzliche „Insel-Spezial Angebot“ war jedoch der Erwerb billigerer Fahrkarten für den SSP zwischen Westerland und Bredstedt bzw. Husum möglich, auch billiger als die des Schleswig-Holstein-Tarifs sowie mit kostenloser Beförderung von bis zu vier Kindern sowie kostenloser Fahrradmitnahme. Der „Sylt Shuttle plus“ wurde zum Fahrplanwechsel am 14. Dezember 2024 eingestellt, die Fahrzeuge der Baureihe 628 wurden größtenteils an DB Regio abgegeben.

## Zwischenfälle
- Im Jahr 1993 wurde ein Kleinlastwagen samt Anhänger von einem Flachwagen des Autozuges geweht. Die Insassen wurden dabei leicht verletzt.
- Am 3. September 2009 kam es zu einem tödlichen Unfall auf dem Hindenburgdamm, als durch eine Windböe (acht bis neun Windstärken) ein mit Styropor beladener Lastwagen von einem Flachwagen des fahrenden Autozuges heruntergeweht wurde. Der Fahrer wurde herausgeschleudert und verstarb noch an der Unfallstelle.[26] Das Landgericht Flensburg verurteilte einen Zugbegleiter der Bahn zu einer Geldstrafe in Höhe von 3750 Euro. Die Richter sahen es als erwiesen an, dass der Zugführer für den Unfall verantwortlich war, weil er den Lastwagen nicht vorschriftsmäßig verzurrt hatte. Bereits vor dem Unfall im September 2009 kam es zu einer Diskussion über die Sicherheit auf dem Hindenburgdamm. Eine Arbeitsgruppe wurde eingesetzt, um ein neues Notfall-Konzept zu erarbeiten. Dieses Notfall-Konzept wurde im Dezember 2011 vom Kreis Nordfriesland vorgestellt.[27]
- Am 15. Juli 2012 stürzte ein zweijähriger Junge aus einem auf einem Flachwagen des Autozuges stehenden Wohnmobil und erlitt lebensgefährliche Verletzungen.[28] Vor diesem Hintergrund entflammte erneut die Diskussion über die Sicherheit der eingesetzten Autotransportwagen. Am 4. Februar 2013 gab die Bundespolizei der Deutschen Bahn die Empfehlung, im Autoreisezug Anschnallpflicht einzuführen.[29]